# 武蔵中原駅

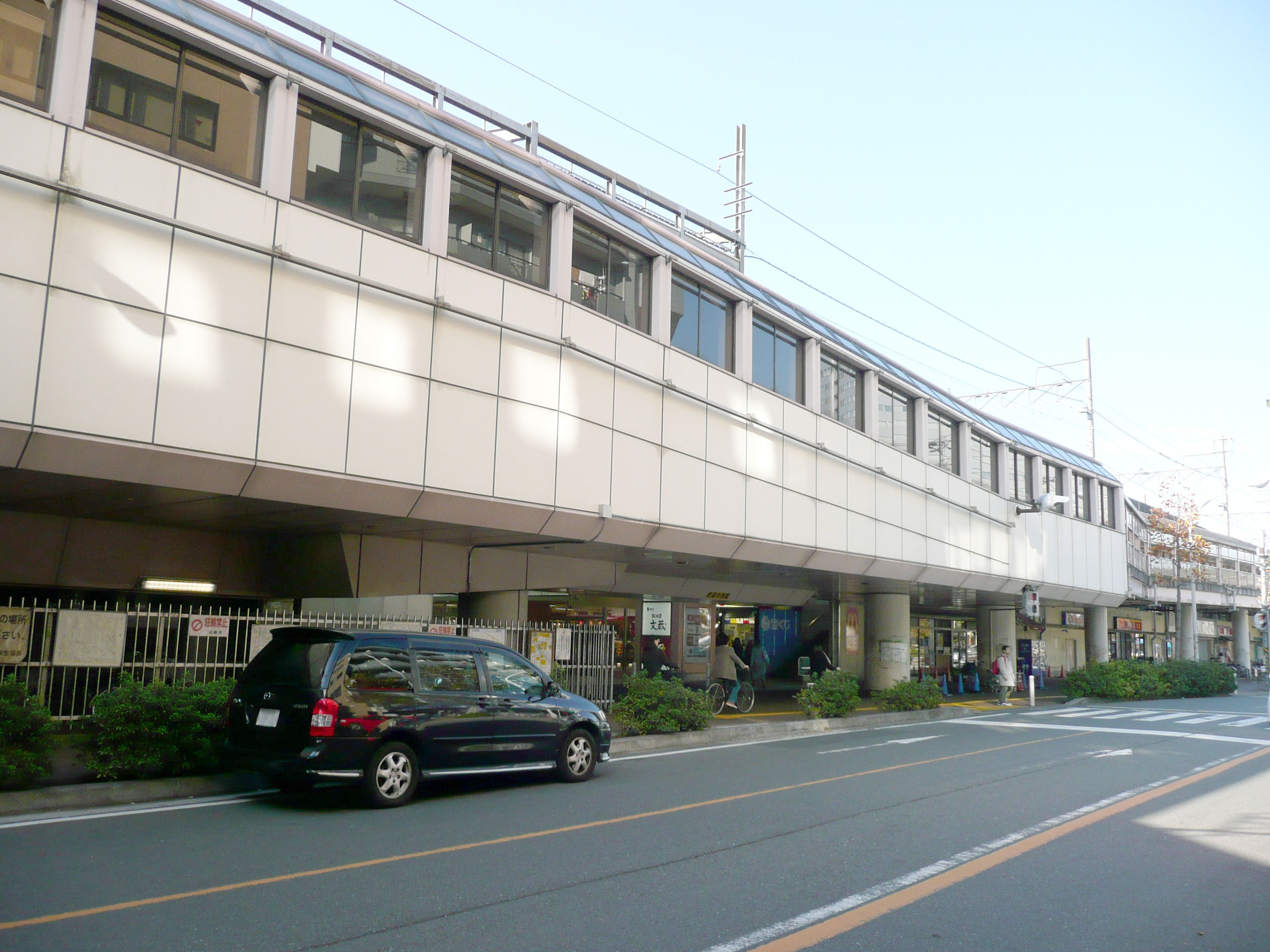
北口（2011年11月）

武蔵中原駅（むさしなかはらえき）は、神奈川県川崎市中原区上小田中六丁目にある、東日本旅客鉄道（JR東日本）南武線の駅である。駅番号はJN 08。

## 歴史
- 1927年（昭和2年）3月9日：南武鉄道川崎駅 - 登戸駅間開通時に開設[1][2]。
- 1944年（昭和19年）4月1日：南武鉄道が国有化され[2]、運輸通信省南武線の駅となる[1]。
- 1961年（昭和36年）1月16日：貨物取扱廃止[2]。
- 1987年（昭和62年）4月1日：国鉄分割民営化に伴い、JR東日本の駅となる[1][2]。
- 1988年（昭和63年）11月27日：下り線高架化[3]。
- 1990年（平成2年）12月20日：高架化に伴い、武蔵小杉方に0.2km移転[4]。
- 2000年（平成12年）9月8日：駅高架下にショッピングセンター「アルカード武蔵中原」がオープン[5]。
- 2001年（平成13年）11月18日：ICカード「Suica」供用開始。
- 2005年（平成17年）10月2日：自動放送が東海道型からATOSに変更される。
- 2011年（平成23年）
  - 4月9日：復活した南武線快速[6]の停車駅となる。当初は3月12日から実施予定だったが、震災による計画停電の影響により延期。
  - 5月30日：駅のショッピングセンターであるアルカード武蔵中原がビーンズ武蔵中原にリニューアルオープン。
- 2013年（平成25年）1月24日：発車メロディを川崎フロンターレ応援歌に変更。
- 2021年（令和3年）3月18日：駅ナカシェアオフィス「STATION WORK」のブース型「STATION BOOTH」が開業[7][8]。
- 2023年（令和5年）6月30日：1・4番線ホームでスマートホームドアの使用を開始[9]。
- 2024年（令和6年）2月14日：みどりの窓口の営業を終了[10]。
- 2025年（令和7年）3月10日：2・3番線ホームでスマートホームドアの使用を開始[11]。

### 駅名の由来
開業当時橘樹郡中原町役場の最寄り駅で中原町の中心駅だったことから名づけられた。既に省線長崎本線に中原駅（なかばる-）が存在するため、省線と連絡運輸を行う南武鉄道側が配慮して、旧国名である「武蔵」を冠称した。なお、中原町の前身である中原村が成立する前には、駅周辺に「中原」と言う地名は存在しなかった。しかし、中原町は1933年に川崎市に編入され廃止となり、1972年に川崎市が政令指定都市になった際は旧町名の「中原」が行政区名に採用され「中原区」となったが、中原区の中心駅としての役目は武蔵小杉駅に譲ることとなった。

## 駅構造
島式ホーム2面4線を有する高架駅である。主に外側の線路が本線、内側の線路が鎌倉車両センター中原支所への出入庫線・快速の待避線として用いられる。
エレベーターと、上下方向ともにエスカレーターが設置されている。ただし、構造上の関係で、改札階とホームは直接の行き来はできず、いずれも踊り場での乗り換えが必要となる。
高架化される前は上り線が相対式ホーム、下り線が島式ホーム1面2線の計2面3線だった。
川崎統括センターの直営駅（管理駅）で、武蔵新城駅を管理している。

### のりば
| 番線 | 路線   | 方向 | 行先                       | 備考                                          |
| ---- | ------ | ---- | -------------------------- | --------------------------------------------- |
| 1    | 南武線 | 上り | 武蔵小杉・矢向・川崎方面   | 臨時列車発着時は2番線を使用                   |
| 2    | 南武線 | 上り | 武蔵小杉・矢向・川崎方面   | 当駅始発や快速待避、臨時列車、 回送電車が使用 |
| 3    | 南武線 | 下り | 武蔵溝ノ口・登戸・立川方面 | 当駅始発や臨時列車、回送電車が 使用           |
| 4    | 南武線 | 下り | 武蔵溝ノ口・登戸・立川方面 | 臨時列車発着時は3番線を使用                   |

車庫があるため、早朝・午前・午後・夜間には、当駅が始発・終点となる電車がある。
また、南武支線で運転される車両も当駅から入出庫する。尻手駅 - 当駅間は回送扱いである。また、鶴見線の車両は鎌倉車両センター中原支所で検査を受けることとなっているため、その際に当駅に入線し、入出庫を行う。南武線・南武支線内は回送扱いとなる。
2014年（平成26年）3月15日のダイヤ改正から2015年（平成27年）3月13日まで、一部上り各停が2番線で快速の待ち合わせをしていた。
2017年（平成29年）3月4日ダイヤ改正より、土休日ダイヤの一部下り各停が3番線で快速の待ち合わせをするようになった。しかし、2019年（平成31年）3月16日のダイヤ改正で快速との接続は平日夕方川崎方面のみになった。

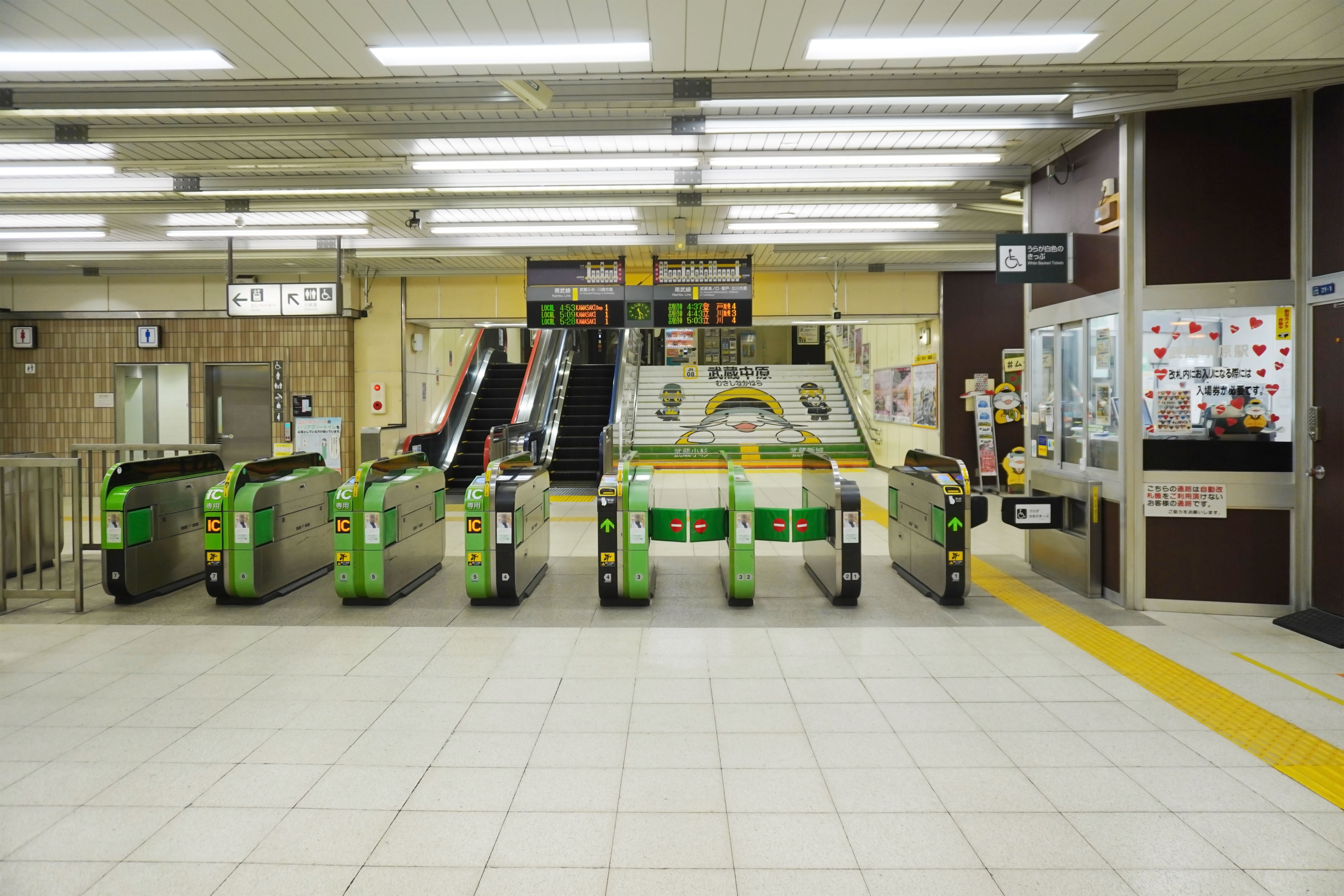
改札口（2024年2月）
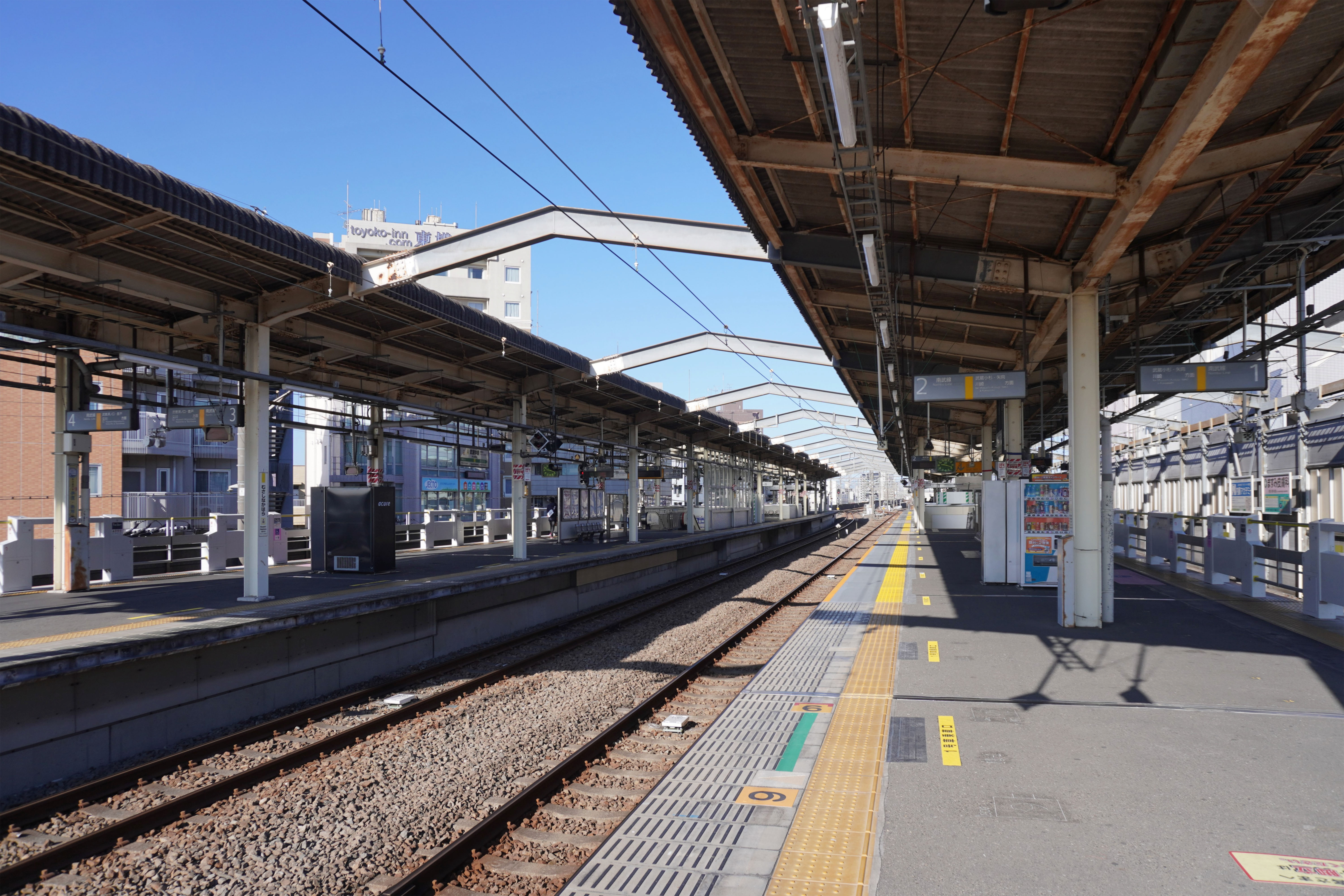
ホーム（2024年2月）

### 発車メロディー
2013年1月24日から2025年3月14日まで、川崎フロンターレの協力の下でフロンターレの応援歌が発車メロディとして使用されていた。
| 1・2 | JN | 「FRONTALE2000」  |
| 3・4 | JN | 「FRONTALE20000」 |

### 駅構内設備
- 多機能券売機[10]
- 指定席券売機[10]
- 自動改札機
- gallery ooto - 川崎市立大戸小学校の児童の図画作品が飾られている。
- ビューカードATM「ビューアルッテ」改札外正面
- STATION WORK「STATION BOOTH」改札内
- 売店等
  - NewDays武蔵中原店 - 改札外正面

## 利用状況
2023年度（令和5年度）の1日平均乗車人員は26,234人である。
1995年度（平成7年度）以降の推移は以下のとおりである。
| 年度               | 1日平均 乗車人員 | 出典     |
| ------------------ | ---------------- | -------- |
| 1995年（平成07年） | 33,156           | [ * 1 ]  |
| 1996年（平成08年） | 33,104           |          |
| 1997年（平成09年） | 31,726           |          |
| 1998年（平成10年） | 31,180           | [ * 2 ]  |
| 1999年（平成11年） | 31,492           | [ * 3 ]  |
| 2000年（平成12年） | 31,152           | [ * 3 ]  |
| 2001年（平成13年） | 31,757           | [ * 4 ]  |
| 2002年（平成14年） | 31,811           | [ * 5 ]  |
| 2003年（平成15年） | 30,358           | [ * 6 ]  |
| 2004年（平成16年） | 29,916           | [ * 7 ]  |
| 2005年（平成17年） | 30,416           | [ * 8 ]  |
| 2006年（平成18年） | 31,012           | [ * 9 ]  |
| 2007年（平成19年） | 31,423           | [ * 10 ] |
| 2008年（平成20年） | 31,396           | [ * 11 ] |
| 2009年（平成21年） | 31,122           | [ * 12 ] |
| 2010年（平成22年） | 32,613           | [ * 13 ] |
| 2011年（平成23年） | 33,182           | [ * 14 ] |
| 2012年（平成24年） | 33,785           | [ * 15 ] |
| 2013年（平成25年） | 34,735           | [ * 16 ] |
| 2014年（平成26年） | 34,434           | [ * 17 ] |
| 2015年（平成27年） | 34,563           | [ * 18 ] |
| 2016年（平成28年） | 34,909           | [ * 19 ] |
| 2017年（平成29年） | 35,044           |          |
| 2018年（平成30年） | 35,060           |          |
| 2019年（令和元年） | 34,198           |          |
| 2020年（令和02年） | 23,950           |          |
| 2021年（令和03年） | 23,779           |          |
| 2022年（令和04年） | 25,107           |          |
| 2023年（令和05年） | 26,234           |          |

## 駅周辺
高架下には2011年5月30日にリニューアルしたショッピングセンター「Beans武蔵中原」が出店し飲食店や食料品店、書店、100円ショップ、郵便局などがある。改札口からは駅前のエポックなかはら（川崎市総合福祉センター・旧「中原会館」）に直結する歩道橋が整備されている。
- 富士通川崎工場（登記上の本店）
- 等々力緑地
  - 等々力陸上競技場
  - 川崎市市民ミュージアム
  - 川崎市とどろきアリーナ
- 鎌倉車両センター中原支所
- 神奈川県道45号丸子中山茅ヶ崎線（中原街道）
- 南武沿線道路
- 川崎歴史ガイド（中原街道コースの総合案内パネルが当駅前に設置されている）
- エポックなかはら
- 神奈川県立新城高等学校
- 川崎市立大戸小学校
- 川崎市立西中原中学校
- 川崎市立聾学校
- ブックオフ武蔵中原店
- 東横INN武蔵中原駅前

## バス路線

### 北口
「中原駅前」停留所にて、川崎市交通局、東急バス、川崎鶴見臨港バスが運行する路線バスが発着する。
| のりば | 運行事業者                | 系統・行先                                           | 備考                                         |
| ------ | ------------------------- | ---------------------------------------------------- | -------------------------------------------- |
| 1      | 川崎市交通局              | 溝04：小杉駅前                                       |                                              |
| 1      | 東急バス                  | 深夜急行：新横浜駅                                   | 降車専用                                     |
| 2      | - 川崎市交通局 - 東急バス | 鷺02：鷺沼駅                                         |                                              |
| 2      | 東急バス                  | - 杉06：道中坂下 / 東山田駅入口 - 杉09：野川台公園前 |                                              |
| 2      | 川崎市交通局              | - 杉10：井田営業所前 - 原01：高田町                  | 「原01」は朝夕のみ運行                       |
| 3      | 川崎市交通局              | - 杉40：小杉駅前 - 溝04：溝口駅                      |                                              |
| 3      | 東急バス                  | 溝の口駅                                             | 平日朝1本のみ運行                            |
| 3      | 川崎鶴見臨港バス          | 原62：元住吉 / 新川崎駅交通広場                      | 毎日朝夕の3本のみ運行（朝の1本は元住吉行き） |

### 南口
「中原」停留所にて、川崎市交通局、東急バス、川崎鶴見臨港バスが運行する路線バスが発着する。
| 運行事業者       | 系統・行先                                            | 備考                     |
| ---------------- | ----------------------------------------------------- | ------------------------ |
| 川崎市交通局     | - 鷺02・杉10：武蔵小杉駅前 - 原01・杉10：武蔵中原駅前 |                          |
| 東急バス         | - 鷺02・杉06・杉09：武蔵小杉駅前 - 杉06：武蔵中原駅前 | 「杉06」は平日朝のみ運行 |
| 川崎鶴見臨港バス | 原62：武蔵中原駅前                                    | 土曜のみ運行             |

## その他
- 4両編成と6両編成の列車が混在していた時代[いつ?]には、当駅で増解結されることが多かった。夕方の上り電車に増結する場合には、立川方（後ろ寄り）に空車2両を連結していた。
- 2009年の夏に行われた「横浜ディスティネーションキャンペーン」の時から、駅スタンプが設置されている。内容は、最寄にあるJリーグ川崎フロンターレのホームスタジアム「等々力陸上競技場」と駅名の描かれたスタンプ。
  - なお、駅スタンプは常時設置はしていないため、係員に申し出る必要があった。

## 隣の駅
東日本旅客鉄道（JR東日本）
 南武線
■快速・■各駅停車
武蔵小杉駅 (JN 07) - 武蔵中原駅 (JN 08) - 武蔵新城駅 (JN 09)

### 記事本文
1. 1 2 3 4  曽根悟（監修） 著、朝日新聞出版分冊百科編集部 編『週刊 歴史でめぐる鉄道全路線 国鉄・JR』 38号 青梅線・鶴見線・南武線・五日市線、朝日新聞出版〈週刊朝日百科〉、2010年4月11日、20-21頁。
2. 1 2 3 4 5  石野哲 編『停車場変遷大事典 国鉄・JR編』 II（初版）、JTB、1998年10月1日、66頁。ISBN 978-4-533-02980-6。
3. ↑  「JR年表」『JR気動車客車情報 89年版』ジェー・アール・アール、1989年8月1日、143頁。ISBN 4-88283-110-4。
4. ↑  「JR年表」『JR気動車客車編成表 '91年版』ジェー・アール・アール、1991年8月1日、192頁。ISBN 4-88283-112-0。
5. ↑  “地元ニーズに対応 武蔵中原駅高架下にSC”. 交通新聞 (交通新聞社):  p. 3. (2000年8月22日)
6. ↑  鉄道ファン　No.213 p.172
7. ↑  『STATION WORKは2020年度100カ所ネットワークへ 〜東日本エリア全域へ一挙拡大。ホテルワーク・ジムワークなどの新たなワークスタイルを提案します〜』（PDF）（プレスリリース）東日本旅客鉄道、2021年2月8日。オリジナルの2021年2月8日時点におけるアーカイブ。2021年2月8日閲覧。
8. ↑  “お知らせ一覧 > 3/18(木) 新たに9カ所でSTATION BOOTHが開業します!”.   STATION WORK (2021年3月17日). 2021年3月18日時点のオリジナルよりアーカイブ。2021年3月22日閲覧。
9. ↑  『2023年度のホームドア整備計画について』（PDF）（プレスリリース）東日本旅客鉄道、2023年4月13日。2023年4月13日閲覧。
10. 1 2 3  “駅の情報（武蔵中原駅）：JR東日本”.   東日本旅客鉄道. 2024年1月15日時点のオリジナルよりアーカイブ。2024年1月15日閲覧。
11. ↑  『2024年度のホームドア整備駅の追加について』（PDF）（プレスリリース）東日本旅客鉄道、2024年8月20日。オリジナルの2024年8月20日時点におけるアーカイブ。2024年8月20日閲覧。
12. 1 2  “JR東日本：駅構内図・バリアフリー情報（武蔵中原駅）”.   東日本旅客鉄道. 2024年7月7日閲覧。
13. ↑  川崎フロンターレ「JR武蔵中原駅「発車メロディ」について」
14. ↑  神奈川県県勢要覧
15. ↑  川崎市統計書 - 川崎市
16. ↑  “中原駅前 時刻表【原62 新川崎交通広場 行き】”. 臨港バス ダイヤナビ.   川崎鶴見臨港バス (2023年11月1日). 2025年5月8日閲覧。

### 利用状況
JR東日本の2000年度以降の乗車人員
1. ↑  各駅の乗車人員（2000年度） - JR東日本
2. ↑  各駅の乗車人員（2001年度） - JR東日本
3. ↑  各駅の乗車人員（2002年度） - JR東日本
4. ↑  各駅の乗車人員（2003年度） - JR東日本
5. ↑  各駅の乗車人員（2004年度） - JR東日本
6. ↑  各駅の乗車人員（2005年度） - JR東日本
7. ↑  各駅の乗車人員（2006年度） - JR東日本
8. ↑  各駅の乗車人員（2007年度） - JR東日本
9. ↑  各駅の乗車人員（2008年度） - JR東日本
10. ↑  各駅の乗車人員（2009年度） - JR東日本
11. ↑  各駅の乗車人員（2010年度） - JR東日本
12. ↑  各駅の乗車人員（2011年度） - JR東日本
13. ↑  各駅の乗車人員（2012年度） - JR東日本
14. ↑  各駅の乗車人員（2013年度） - JR東日本
15. ↑  各駅の乗車人員（2014年度） - JR東日本
16. ↑  各駅の乗車人員（2015年度） - JR東日本
17. ↑  各駅の乗車人員（2016年度） - JR東日本
18. ↑  各駅の乗車人員（2017年度） - JR東日本
19. ↑  各駅の乗車人員（2018年度） - JR東日本
20. ↑  各駅の乗車人員（2019年度） - JR東日本
21. ↑  各駅の乗車人員（2020年度） - JR東日本
22. ↑  各駅の乗車人員（2021年度） - JR東日本
23. ↑  各駅の乗車人員（2022年度） - JR東日本
24. ↑  各駅の乗車人員（2023年度） - JR東日本

神奈川県県勢要覧
1. ↑  線区別駅別乗車人員（1日平均）の推移 (PDF)  - 19ページ
2. ↑  神奈川県県勢要覧（平成12年度） - 221ページ
3. 1 2  神奈川県県勢要覧（平成13年度） (PDF)  - 223ページ
4. ↑  神奈川県県勢要覧（平成14年度） (PDF)  - 221ページ
5. ↑  神奈川県県勢要覧（平成15年度） (PDF)  - 221ページ
6. ↑  神奈川県県勢要覧（平成16年度） (PDF)  - 221ページ
7. ↑  神奈川県県勢要覧（平成17年度） (PDF)  - 223ページ
8. ↑  神奈川県県勢要覧（平成18年度） (PDF)  - 223ページ
9. ↑  神奈川県県勢要覧（平成19年度） (PDF)  - 225ページ
10. ↑  神奈川県県勢要覧（平成20年度） (PDF)  - 229ページ
11. ↑  神奈川県県勢要覧（平成21年度） (PDF)  - 239ページ
12. ↑  神奈川県県勢要覧（平成22年度） (PDF)  - 237ページ
13. ↑  神奈川県県勢要覧（平成23年度） (PDF)  - 237ページ
14. ↑  神奈川県県勢要覧（平成24年度） (PDF)  - 233ページ
15. ↑  神奈川県県勢要覧（平成25年度） (PDF)  - 235ページ
16. ↑  神奈川県県勢要覧（平成26年度） (PDF)  - 237ページ
17. ↑  神奈川県県勢要覧（平成27年度） (PDF)  - 237ページ
18. ↑  神奈川県県勢要覧（平成28年度） (PDF)  - 245ページ
19. ↑  神奈川県県勢要覧（平成29年度） (PDF)  - 237ページ